# Bascuñana de San Pedro
Bascuñana de San Pedro es un municipio y localidad española de la provincia de Cuenca, en la comunidad autónoma de Castilla-La Mancha. El término municipal tiene una población de 24 habitantes (INE 2024).

## Historia
A mediados del siglo XIX, el lugar tenía contabilizada una población de 107 habitantes. La localidad aparece descrita en el segundo volumen del Diccionario geográfico-estadístico-histórico de España y sus posesiones de Ultramar de Pascual Madoz de la siguiente manera: 

BASCUÑANA: l. con ayunt. en la prov., part. jud., adm. de rent. y dióc. de Cuenca (3 leg.), aud. terr. de Albacete y c. g. de Valencia: sit. en terreno barrancoso, con 30 casas, pósito pio é iglesia (San Pedro), anejo de Villar de Domingo García: su térm. confina son el de este último pueblo y con los de Tondos, Noedas, Collados y Sotos, y el terreno es en su mayor parte quebrado y cubierto de peñascos, por lo que solo se cultivan sobre 200 fan.: segun tradiciones hubo en este térm., en el sitio llamado Oya de Miguel, una mina de plata; pero habiéndose reconocido el terreno en estos últimos años, solo se han encontrado algunas piritas de hierro y azufre, y al parecer en bastante cantidad carbon vegetal imperfecto. Los caminos son sendas de uno á otro pueblo; prod. bellota, patatas, trigo y vino, todo en corta cantidad; pobl.: 32 vec., 107 hab., dedicados á la agricultura: existen algunos telares de lienzos ordinarios; cap. prod.: 490,620 rs.; imp.: 24,531 rs.; importe de los consumos 1,566 rs. 3 maravedis.
(Madoz, 1846, p. 68)

Hasta la reforma de la nomenclatura municipal de 1916 el municipio se llamaba simplemente Bascuñana. En dicha fecha su nombre fue modificado por el de Bascuñana de San Pedro.

## Demografía
Bascuñana de San Pedro cuenta con una población de 24 habitantes (INE 2024).
| Gráfica de evolución demográfica de Bascuñana de San Pedro entre 1842 y 2021 |
| |
| Población de derecho según los censos de población del INE Población de hecho según los censos de población del INEEn estos censos se denominaba Bascuñana: 1842, 1857, 1860, 1877, 1887, 1897, 1900 y 1910 |

| 33            | 37 | 47 | 22 | 20 |
| (Fuente: INE) |    |    |    |    |

## Administración
| Periodo   | Nombre                      | Partido |
| --------- | --------------------------- | ------- |
| 1979-1983 | Justiniano Higueras Laín    |         |
| 2003-2007 | Raimundo de Julián Higueras | PSOE    |
| 2007-2011 | Raimundo de Julián Higueras | PSOE    |
| 2011-2015 | Raimundo de Julián Higueras | PSOE    |
| 2015-2019 | Jesús Montón                | PSOE    |

## Patrimonio

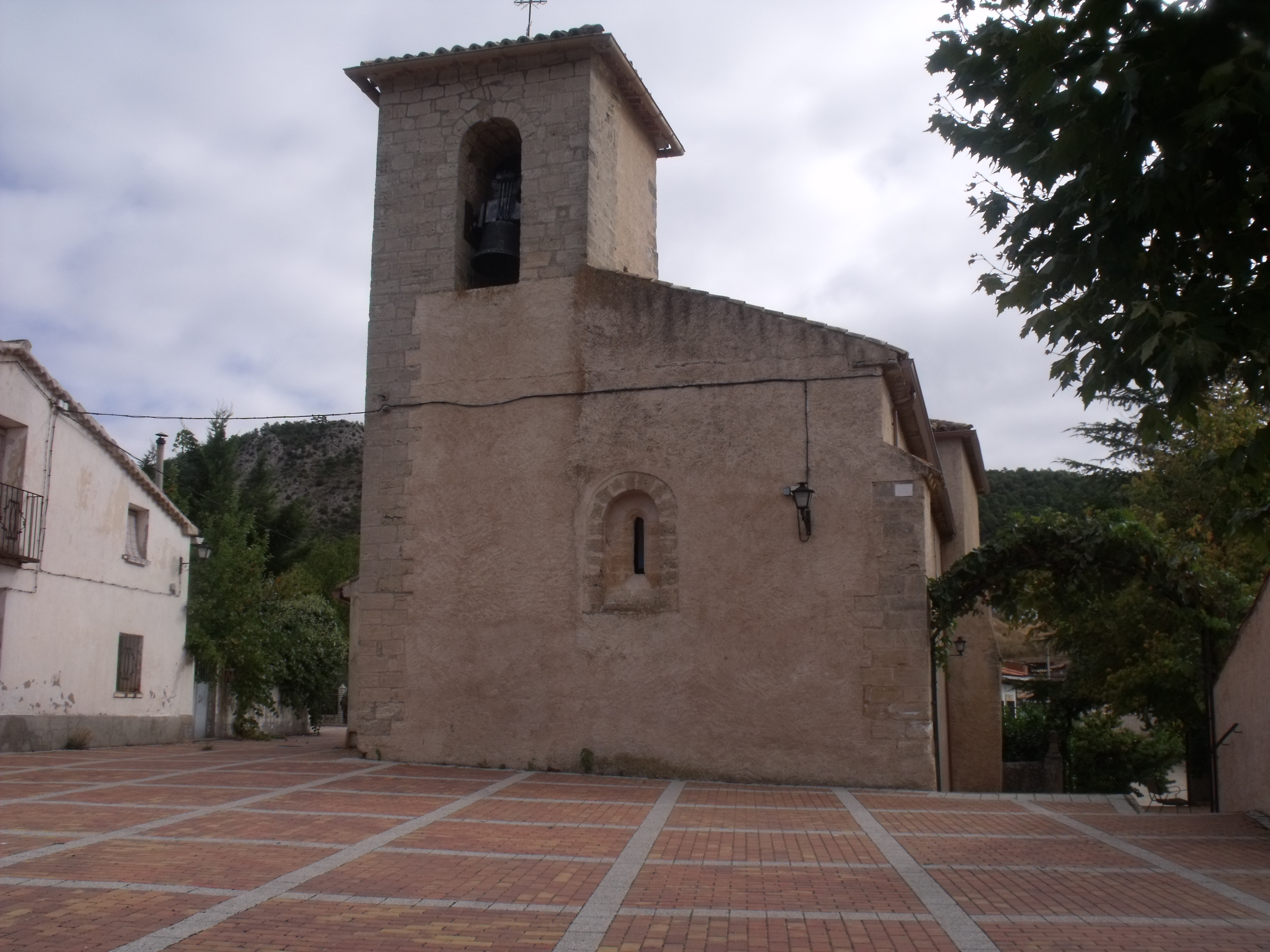
Iglesia de San Pedro

En la localidad hay una iglesia bajo la advocación de San Pedro.